# Epimelitta scoparia
Epimelitta scoparia là một loài bọ cánh cứng trong họ Cerambycidae.